# Donato Piglionica
Donato Piglionica (Bitonto, 22 settembre 1953) è un politico italiano.

## Biografia
Laureatosi in medicina e chirurgia nel 1978, esercita la professione di medico endoscopista presso l'ospedale di Altamura.
Inizia la sua attività politica nel 1988, diventando consigliere comunale di Altamura e capogruppo per il PCI. Dopo la svolta della Bolognina si iscrive al PDS, di cui è consigliere comunale dal 1990 al 1999. Nel 1995 viene eletto consigliere provinciale nel collegio n.4 (Altamura) ricoprendo la carica di capogruppo. Rieletto nel 1999, si dimette nel 2000 in seguito alla nomina ad assessore provinciale al patrimonio e locazioni.
Candidato alla Camera dei deputati nel 2001 per l'Ulivo nel collegio pugliese n. 27 (Altamura-Gravina-Santeramo-Poggiorsini), viene eletto deputato di opposizione, dimettendosi da assessore provinciale.
Nella XIV legislatura (2001-2006)è componente del gruppo parlamentare DS-L'Ulivo, nonché membro della VIII commissione permanente della Camera dei deputati (Ambiente e territorio) e della commissione parlamentare bicamerale d'inchiesta sul ciclo dei rifiuti e le attività illecite ad esso connesse, ricoprendo la carica di capogruppo.
Candidato nel 2006 al Senato della Repubblica nelle liste dei DS per la circoscrizione Puglia, viene proclamato senatore il 12 luglio 2006 a seguito delle dimissioni del Sen. Alberto Maritati, nominato Sottosegretario di Stato alla Giustizia.
Iscritto al gruppo parlamentare L'Ulivo, è componente della IV Commissione permanente del Senato (Difesa), nonché della XIII commissione permanente del Senato (Ambiente e territorio).